# Chocolat Frey AG
La Chocolatería Frey (en alemán, Chocolat Frey AG) es una empresa de la cooperativa suiza Migros con sede en Buchs, productora de chocolate y otras golosinas. Los productos son fabricados en primera línea para ser vendidos en los puntos de venta de Migros y sus filiales. También se produce para centros de gastronomía, grandes consumidores y otras industrias. Las exportaciones de los productos a los países vecinos representan un 32% de las ventas totales de la compañía.

## Historia
- 1887 - Se funda la empresa "Chocolat Frey AG" por parte de Robert y Max Frey en Aarau.
- 1930 - Inicio de la fabricación de chocolate por "Jonatal AG", una empresa hermana de Migros, en Wald, cantón de Zúrich.
- 1940 - Transferencia de la producción de chocolate de Jonatal hacia la fábrica de chocolates "Produktion AG" en Meilen.
- 1950 - Migros absorbe la empresa "Chocolat Frey AG".
- 1955 - Jonatal se convierte en Jowa.
- 1965 - Construcción de la nueva fábrica de Jowa en Buchs, como reemplazo de la fábrica de Produktion AG.
- 1967 - Traslado de Chocolat Frey al nuevo sitio de producción en Buchs. La producción de Frey y Jowa se une bajo la marca Jowa-Schokolade.
- 1974 - Inicio de la producción de chicles.

## Productos
- Tabletas de chocolate.
- Praliné.
- Pastillas de chocolate.
- Barras de chocolate.
- Especialidades para Navidad y pascuas.
- Chicles.
- Confites y dulces en general.

## Enlaces
- Sitio Web oficial de Chocolat Frey AG

- Datos: Q505188
- Multimedia: Chocolat Frey AG / Q505188